# Parkstad Limburg Stadion
Das Parkstad Limburg Stadion ist ein Fußballstadion in der niederländischen Gemeinde Kerkrade. Es wurde im Jahr 2000 eröffnet und fasst 19.979 Zuschauer. Benannt wurde es nach der Parkstad Limburg, einem Verbund von Gemeinden in der Provinz Limburg.
Im Parkstad Limburg Stadion trägt der Verein Roda Kerkrade seine Heimspiele aus. Eröffnet wurde es am 15. August 2000 mit einem Freundschaftsspiel Roda JCs gegen Real Saragossa, das 2:2 endete. Die erste Ligabegegnung fand gegen den FC Twente statt, ebenfalls ein 2:2-Unentschieden.
Bei der Junioren-Fußballweltmeisterschaft 2005 war das Stadion von Kerkrade einer von sechs Spielorten. Es wurden acht Partien dort ausgetragen; darunter das Eröffnungsspiel sowie ein Halbfinale. 
Weil der alte Tivoli nicht die in europäischen Wettbewerben von der UEFA zwingend vorgeschriebene Sitzplatzkapazität erreichte, wollte der deutsche Profiklub Alemannia Aachen für die Heimspiele im UEFA-Pokal 2004/05 das benachbarte Parkstad Limburg Stadion anmieten. Dies wurde jedoch nicht genehmigt. Stattdessen wich die Alemannia in das Kölner Rheinenergiestadion aus.
Seit 2014 ist im Stadion ein Spielfeld aus Kunstrasen verlegt.

## Galerie

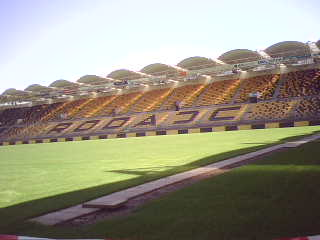
Der Innenraum im Juli 2008
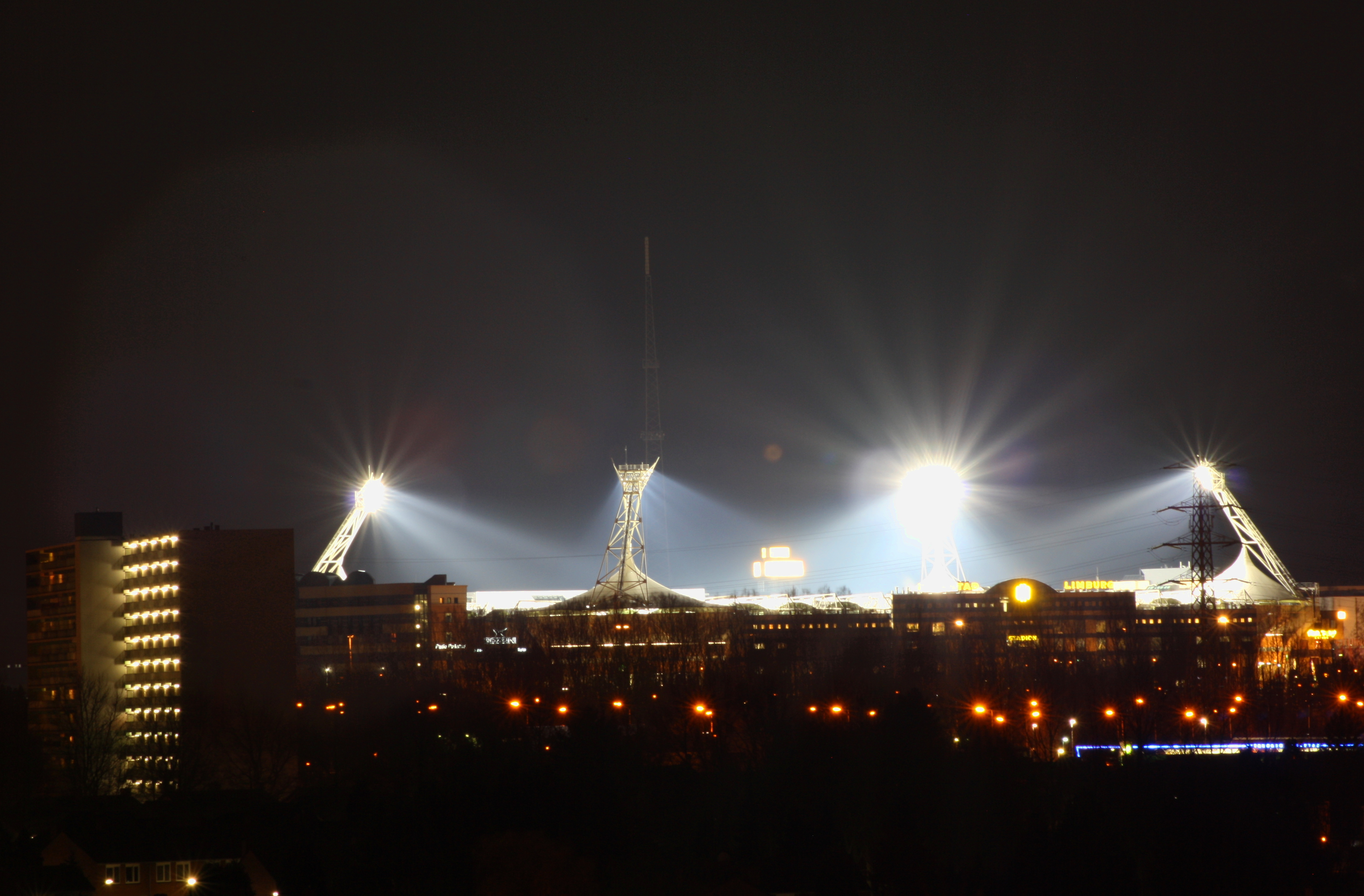
Das Parkstad Limburg Stadion unter Flutlicht im März 2010
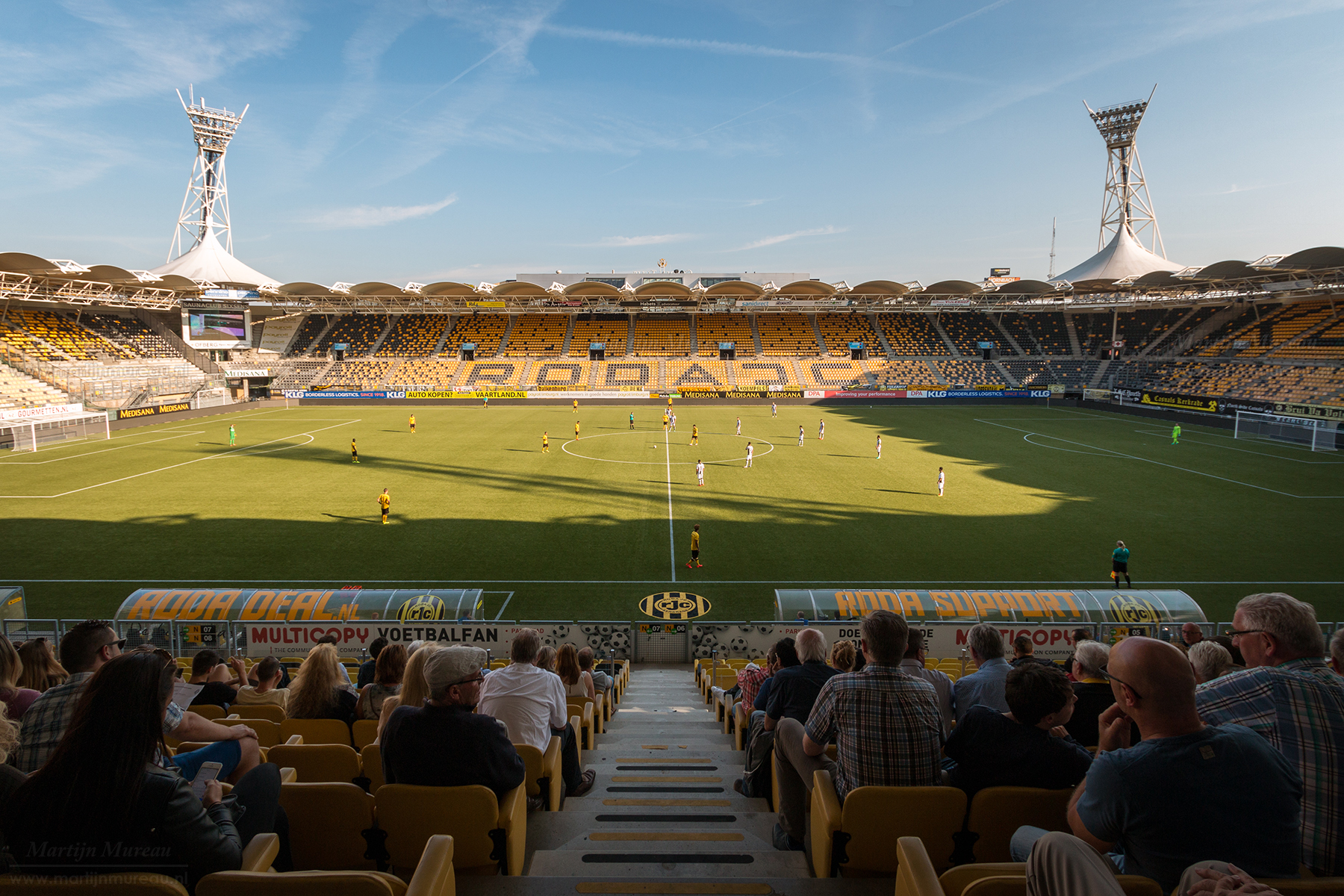
Parkstad Limburg Stadion im  August 2016